# Đồng(II) peroxide
Đồng(II) peroxide là một hợp chất vô cơ có công thức hóa học CuO2. Nó là một peroxide của đồng, thường xuất hiện dưới dạng chất rắn màu xanh ôliu sẫm hoặc huyền phù có màu tương tự và không ổn định, dễ phân hủy thành oxy và các đồng oxide khác.

## Điều chế
Đồng(II) peroxide thu được từ thuốc thử Schweizer được điều chế từ dung dịch amonia và đồng(II) hydroxide pha loãng trong dung dịch hydro peroxide ở nhiệt độ thấp, lượng amonia không được quá nhiều.
{\displaystyle {\mathsf {[Cu(NH_{3})_{4}](OH)_{2}+H_{2}O_{2}\ \xrightarrow {0^{o}C} \ CuO_{2}\cdot H_{2}O\downarrow +4NH_{3}+H_{2}O}}}
Nó cũng có thể được tạo ra bằng phản ứng giữa dung dịch hydro peroxide lạnh với huyền phù của đồng(II) hydroxide.
{\displaystyle {\mathsf {Cu(OH)_{2}+H_{2}O_{2}\ \xrightarrow {0^{o}C} \ CuO_{2}\cdot H_{2}O\downarrow +H_{2}O}}}
Nó cũng được hình thành từ phản ứng của đồng(II) oxide mịn với hydro peroxide lạnh, nhưng quá trình này diễn ra rất chậm.
{\displaystyle {\mathsf {CuO+H_{2}O_{2}\ \xrightarrow {0^{o}C} \ CuO_{2}\cdot H_{2}O\downarrow }}}

## Tính chất
Đồng(II) peroxide kết tinh thành các tinh thể màu xanh ôliu đậm. Khi bị ẩm, đồng(II) peroxide bị phân huỷ và nhanh chóng mất oxy ở nhiệt độ trên 6 °C. Nó tương đối ổn định khi khô.
Đồng(II) peroxide không hòa tan trong nước và ethanol.
Đồng(II) peroxide tạo thành tinh thể monohydrat CuO2·H2O – tinh thể màu nâu đen.